# Ný batterí
"Ný batterí" (isländska för Nya batterier), är en låt och en EP av det isländska postrock-bandet Sigur Rós. Låten släpptes i maj år 2000 och finns med på Sigur Rós tredje studioalbum Ágætis byrjun.
Cymbalen som används i Ný batterí hittade bandet på gatan i Reykjavik. Den var böjd och hade antagligen blivit överkörd. Hur som helst så gillade bandet ljudet och använde cymbalen i låten.

## Låtlista på EP:n
1. Rafmagnið búið
2. Ný batterí
3. Bíum bíum bambaló
4. Dánarfregnir og jarðarfarir

## Övrigt
Det amerikanska bandet Thursday gjorde en cover på låten och hade den som bonusspår på den japanska utgåvan av deras skiva War All The Time.